# 生物海洋学
生物海洋学（せいぶつかいようがく、英: biological oceanography）とは、生物過程に着目して海洋のありかたを明らかにしようとする学問。
海洋に存在する生物の生理生態を明らかにしようとする海洋生物学（marine biology）とは、厳密にではないが区別されることが多い。魚類など人間の食料となりうる生物の生産の場としての海を強調した場合には特に水産海洋学（fisheries oceanography）と細分される。
生物海洋学の研究対象生物は植物プランクトン、動物プランクトンおよび従属栄養性細菌（バクテリア）が主であり、魚類やクジラ類、軟体動物といった大型動物を対象とした研究は少ない。これは海洋に存在する生物の個体数、種数、および物質循環への寄与のあらゆる面で微生物が海洋生物の主役であることを反映している。

## 生物海洋学に関する学科
- 生物学科#海洋生物学科・水産学科